# Borsten-Fichte
Die Borsten-Fichte (Picea asperata) ist eine Art aus der Familie der Kieferngewächse (Pinaceae). Sie ist in China heimisch.

## Beschreibung

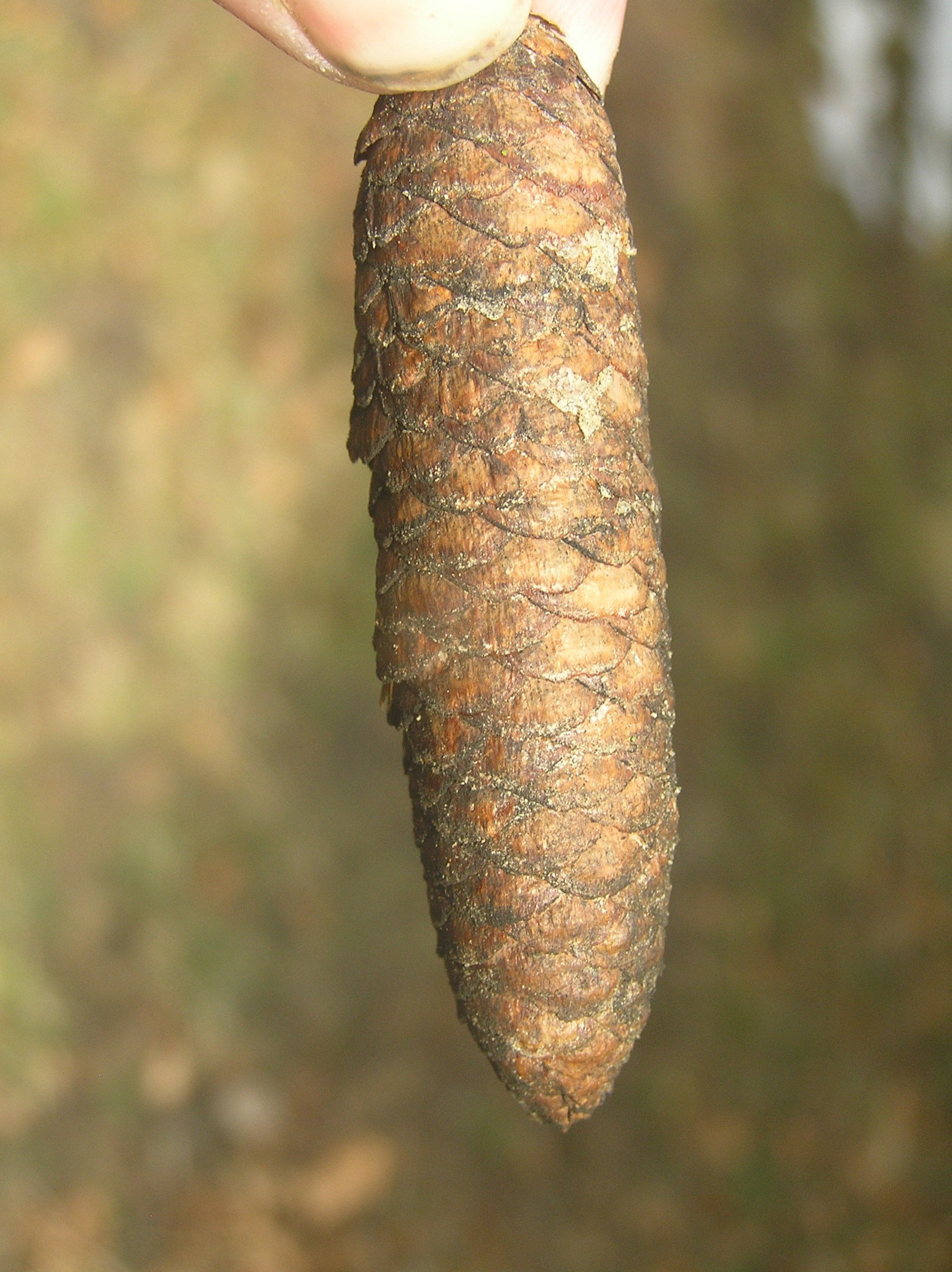
Zapfen

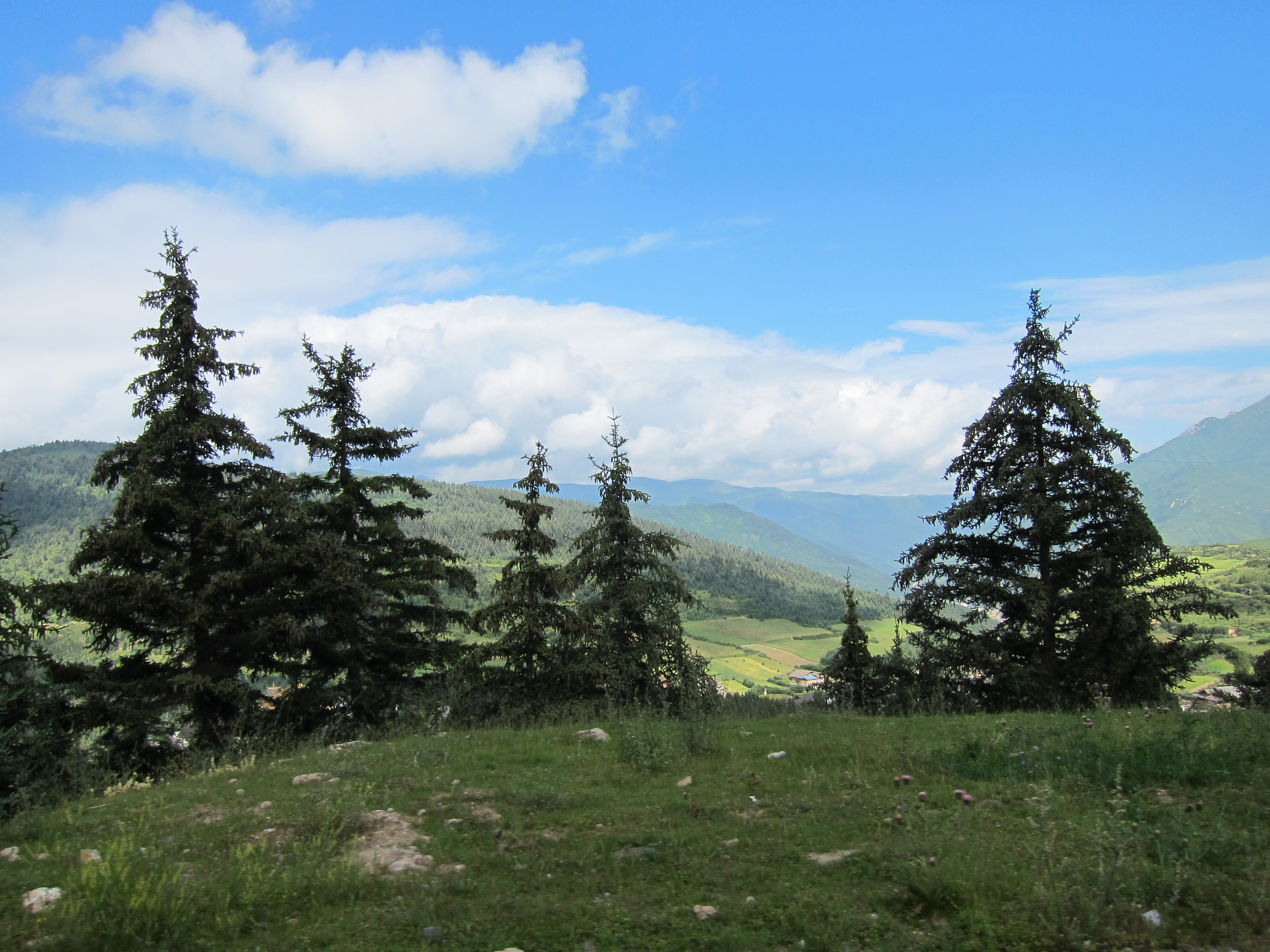
Borsten-Fichte (Picea asperata) in Sichuan

Die Borsten-Fichte wächst als immergrüner Baum, der Wuchshöhen von bis zu 45 Metern und Brusthöhendurchmesser von bis zu 1 Meter erreichen kann. Die graubraune Stammborke ist gefurcht und in unregelmäßig große, raue Platten geteilt. Die behaarte oder unbehaarte Rinde der Zweige ist anfangs bräunlich gelb oder rötlich braun und verfärbt sich bis in das zweite Jahr hin braun oder bräunlich grau.
Die harzigen Winterknospen sind kegel- bis kegelig-eiförmig. Die leicht gebogenen, meist blaugrünen Nadeln sind bei einer Länge von 1 bis 2 Zentimeter und einer Breite von rund 0,1 bis 0,2 Zentimeter linear geformt und haben einen viereckigen bis rautenförmigen Querschnitt. Ihre Spitze ist spitz zulaufend und leicht stechend. Auf allen Nadelseiten befinden sich vier bis acht Stomatalinien.
Die Borsten-Fichte ist einhäusig-getrenntgeschlechtig (monözisch) und die Blütezeit erstreckt sich von April bis Mai. Die Zapfen sind bei einer Länge von 5 bis 16 Zentimetern und einer Dicke von 2,5 bis 3,5 Zentimetern länglich-elliptisch bis zylindrisch geformt. Sie sind anfangs grün gefärbt und verfärben sich zur Reife im September oder Oktober hin hellbraun bis rötlich braun. Die Samenschuppen haben selten eine zweigelappte Spitze, sind verkehrt-eiförmig und werden etwa 2 Zentimeter lang sowie rund 1,5 Zentimeter breit. Ihre Ränder sind ganzrandig oder gezähnt. Die elliptischen Samen werden etwa 4 Millimeter lang und haben einen länglichen, verkehrt-eiförmigen Flügel, welcher etwa 11 Millimeter lang ist.
Die Chromosomenzahl beträgt 2n = 24.

## Verbreitung und Standort
Das natürliche Verbreitungsgebiet der Borsten-Fichte liegt in China. Es umfasst dort das östliche und südliche Gansu, den Norden Ningxias, Qinghai, das südwestliche Shaanxi sowie Sichuan. In Qinghai findet man die Art nordöstlich des Qinghai-Sees und in Ningxia kommt sie im Helan-Gebirge vor. Ob die Art auch im südöstlichen Xizang vorkommt gilt als fraglich.
Die Borsten-Fichte gedeiht in Höhenlagen von 2400 bis 3600 Metern. Die Art wächst vor allem in Gebirgen und entlang von Flusstälern.
Picea asperata wird in der Roten Liste der IUCN als „nicht gefährdet“ eingestuft. Es wird jedoch darauf hingewiesen, dass eine erneute Überprüfung der Gefährdung notwendig ist.

## Nutzung
Das Holz der Borsten-Fichte wird als Konstruktionsholz, zur Herstellung von Möbeln, Flugzeugen, Bahnschwellen sowie zur Gewinnung von Holzfasern genutzt. Aus den Nadeln, Zweigen und Wurzeln werden Aromaöle, und aus dem Stamm wird Harz gewonnen.

## Systematik
Picea asperata wird innerhalb der Gattung der Fichten (Picea) der Untergattung Picea, der Sektion Picea, der Untersektion Picea und der Serie Asperatae zugeordnet.
Die Erstbeschreibung als Picea asperata erfolgte 1906 durch Maxwell Tylden Masters in Journal of the Linnean Society, Botany, Band 37(262), Seiten 419–420.
Die Art wird in bis zu fünf Varietäten unterteilt:
- Picea asperata var. asperata ist die Nominatform. Sie kommt vom östlichen Qinghai bis zum Helan-Gebirge in der Inneren Mongolei vor.[5]
- Picea asperata var. aurantiaca (Mast.) Boom kommt in einen kleinen Gebiet westlich des in Sichuan gelegenen Kreises Kangding vor.[1] Diese Varietät wird von einigen Autoren als eigenständige Art Picea aurantiaca Mast. angesehen.[3]
- Picea asperata var. notabilis Rehder & E.H.Wilson (Syn.: Picea asperata var. heterolepis (Rehder & E.H. Wilson) Rehder, Picea heterolepis Rehder & E.H. Wilson)  kommt in den Bergen des im westlichen Sichuan gelegenen Kreises Guan Xian vor.[2]
- Picea asperata var. ponderosa Rehder & E.H.Wilson: Sie kommt im westlichen Sichuan vor.[5]
- Picea asperata var. retroflexa (Mast.) W.C. Cheng wird von einigen Autoren als eigenständige Art Picea retroflexa Mast. angesehen.[3][5] Sie kommt im westlichen Sichuan vor.[5]